# Dolichopeza garuda
Dolichopeza garuda är en tvåvingeart som beskrevs av Alexander 1967. Dolichopeza garuda ingår i släktet Dolichopeza och familjen storharkrankar. Inga underarter finns listade i Catalogue of Life.